# Monzō Akiyama
Monzō Akiyama (jap. 秋山 門造 Akiyama Monzō; ur. 30 grudnia 1891 w Nagaoce, zm. 25 stycznia 1944 w Kwajalein) – japoński kontradmirał z okresu II wojny światowej. Poległ w trakcie walk o Wyspy Marshalla w 1944 roku.

## Życiorys
Monzō Akiyama urodził się w mieście Nagaoka w prefekturze Niigata w 1891 roku. W 1912 roku, w wieku dwudziestu jeden lat wstąpił Akademii Cesarskiej Marynarki Wojennej (42. rocznik), którą ukończył na 66. miejscu na 117 kadetów. Jako kadet służył na pokładach krążownika Soya oraz pancerników Kashima i Chikuma. 1 grudnia 1920 roku po promocji na porucznika został skierowany do szkoły artylerii okrętowej, a po jej ukończeniu 1 grudnia 1922 roku dołączył do załogi pancernika Hiei. 10 maja 1924 roku został instruktorem Naval Academy. W 1940 był starszym oficerem w 6 Marine Regiment w Xiamen w Chinach.
Podczas wojny na Pacyfiku Akiyama został przydzielony do 17 Pułku, który stacjonował w Hiroszimie, a później w 1943 roku uczestniczył w inwazji na Wyspy Aleuckie na terytorium Alaski. Dowodził oddziałem liczącym 5800 osób przebywających na Kiska Island do czasu ewakuacji z wysp. 1 maja 1943 roku awansowany na stopień kontradmirała. W dniu 13 października został wysłany do Rabaul na Nowej Brytanii, gdzie admirał Matome Ugaki dał mu polecenie obrony Kwajalein na wyspach Marshalla przed inwazją aliantów. Pod komendą miał tam ok. 8700 żołnierzy. Natychmiast nakazał rozbudowę umocnień na każdej z wysp archipelagu. W dniu 2 stycznia 1944 roku bombowce amerykańskie zaatakowały wyspę, starając się ciężkimi bombardowaniami zniszczyć obronę Kwajalein. Monzō Akiyama został zabity podczas jednego z artyleryjskich ostrzałów umocnień przeprowadzanych przez okręty, które trafiły bunkier dowodzenia w dniu 25 stycznia.